# O'Brien (Texas)
O'Brien es una ciudad ubicada en el condado de Haskell en el estado estadounidense de Texas. En el Censo de 2010 tenía una población de 106 habitantes y una densidad poblacional de 81,2 personas por km².

## Geografía
O'Brien se encuentra ubicada en las coordenadas 33°22′49″N 99°50′38″O / 33.38028, -99.84389. Según la Oficina del Censo de los Estados Unidos, O'Brien tiene una superficie total de 1.31 km², de la cual 1.31 km² corresponden a tierra firme y (0%) 0 km² es agua.

## Demografía
Según el censo de 2010, había 106 personas residiendo en O'Brien. La densidad de población era de 81,2 hab./km². De los 106 habitantes, O'Brien estaba compuesto por el 68.87% blancos, el 0% eran afroamericanos, el 0% eran amerindios, el 0.94% eran asiáticos, el 0% eran isleños del Pacífico, el 27.36% eran de otras razas y el 2.83% pertenecían a dos o más razas. Del total de la población el 44.34% eran hispanos o latinos de cualquier raza.